# Lista de vitórias da Bélgica na Fórmula 1
Relacionamos a seguir as onze vitórias obtidas pela Bélgica no mundial de Fórmula 1 numa contagem atualizada até o campeonato de 2025.

## Resumo

### Pioneiro incomum
O primeiro asiático a correr na Fórmula 1 foi o príncipe Bira da Tailândia ao passo que a Alemanha chegou às primeiras vitórias na categoria graças ao barão Wolfgang von Trips e ex-mecânicos como Nelson Piquet e Alain Prost conquistaram títulos mundiais, porém nenhum detém um passado tão ímpar quanto o belga Johnny Claes, que além de piloto era trompetista de jazz e graças a isso marcou época mesmo sem pontuar em nenhuma das provas onde participou entre sua estreia no Reino Unido em 1950 e a despedida nos Países Baixos em 1955. O automobilismo belga teve um salto de qualidade com a chegada de Jacky Ickx, vice-campeão mundial de Fórmula 1 em 1969 e 1970 e hexacampeão das 24 Horas de Le Mans (1969, 1975, 1976, 1977, 1981, 1982).

### Corridas em casa
Os melhores resultados belgas foram o segundo lugar de Paul Frère em 1956 e o terceiro lugar de Olivier Gendebien em 1960, ambos em Spa-Francorchamps.

## Vitórias belgas por ano
Em contagem atualizada até 2024, a Bélgica está há trinta e quatro anos sem vencer na Fórmula 1, perfazendo 631 corridas.
- Ano de 1968

| Grande Prêmio | Circuito          | Data da corrida | Vencedor   | Carro   | Motor   | Referências |
| ------------- | ----------------- | --------------- | ---------- | ------- | ------- | ----------- |
| França        | Rouen-Les-Essarts | 7 de julho      | Jacky Ickx | Ferrari | Ferrari | [ 3 ]       |

- Ano de 1969

| Grande Prêmio | Circuito     | Data da corrida | Vencedor   | Carro   | Motor | Referências |
| ------------- | ------------ | --------------- | ---------- | ------- | ----- | ----------- |
| Alemanha      | Nürburgring  | 3 de agosto     | Jacky Ickx | Brabham | Ford  | [ 4 ]       |
| Canadá        | Mosport Park | 20 de setembro  | Jacky Ickx | Brabham | Ford  | [ 5 ]       |

- Ano de 1970

| Grande Prêmio | Circuito         | Data da corrida | Vencedor   | Carro   | Motor   | Referências |
| ------------- | ---------------- | --------------- | ---------- | ------- | ------- | ----------- |
| Áustria       | Österreichring   | 16 de agosto    | Jacky Ickx | Ferrari | Ferrari | [ 6 ]       |
| Canadá        | Mont-Tremblant   | 20 de setembro  | Jacky Ickx | Ferrari | Ferrari | [ 7 ]       |
| México        | Cidade do México | 25 de outubro   | Jacky Ickx | Ferrari | Ferrari | [ 8 ]       |

- Ano de 1971

| Grande Prêmio | Circuito  | Data da corrida | Vencedor   | Carro   | Motor   | Referências |
| ------------- | --------- | --------------- | ---------- | ------- | ------- | ----------- |
| Países Baixos | Zandvoort | 20 de junho     | Jacky Ickx | Ferrari | Ferrari | [ 9 ]       |

- Ano de 1972

| Grande Prêmio | Circuito    | Data da corrida | Vencedor   | Carro   | Motor   | Referências |
| ------------- | ----------- | --------------- | ---------- | ------- | ------- | ----------- |
| Alemanha      | Nürburgring | 30 de julho     | Jacky Ickx | Ferrari | Ferrari | [ 10 ]      |

- Ano de 1989

| Grande Prêmio | Circuito | Data da corrida | Vencedor        | Carro    | Motor   | Referências |
| ------------- | -------- | --------------- | --------------- | -------- | ------- | ----------- |
| Canadá        | Montreal | 18 de junho     | Thierry Boutsen | Williams | Renault | [ 11 ]      |
| Austrália     | Adelaide | 5 de novembro   | Thierry Boutsen | Williams | Renault | [ 12 ]      |

- Ano de 1990

| Grande Prêmio | Circuito    | Data da corrida | Vencedor        | Carro    | Motor   | Referências |
| ------------- | ----------- | --------------- | --------------- | -------- | ------- | ----------- |
| Hungria       | Hungaroring | 12 de agosto    | Thierry Boutsen | Williams | Renault | [ 13 ]      |

## Vitórias por equipe
- Ferrari: 6
- Williams: 3
- Brabham: 2